# North Head (Sydney)

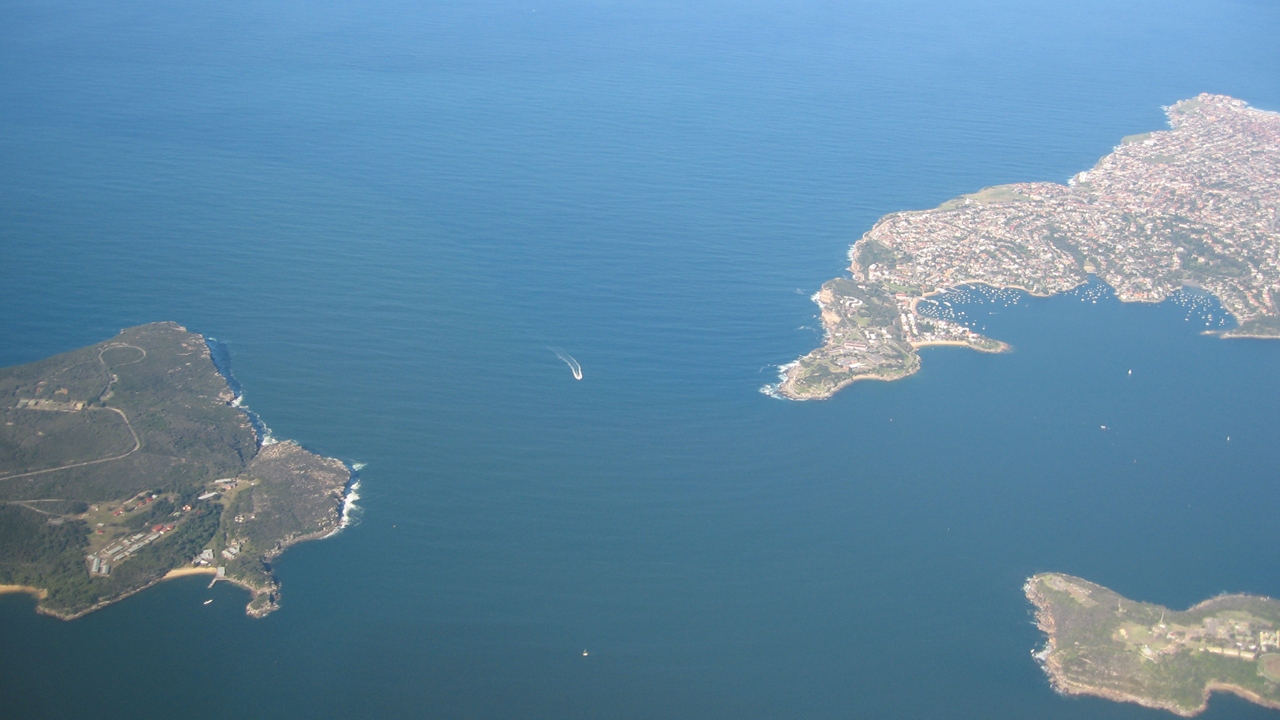
Luftbild von North Head (links) und South Head

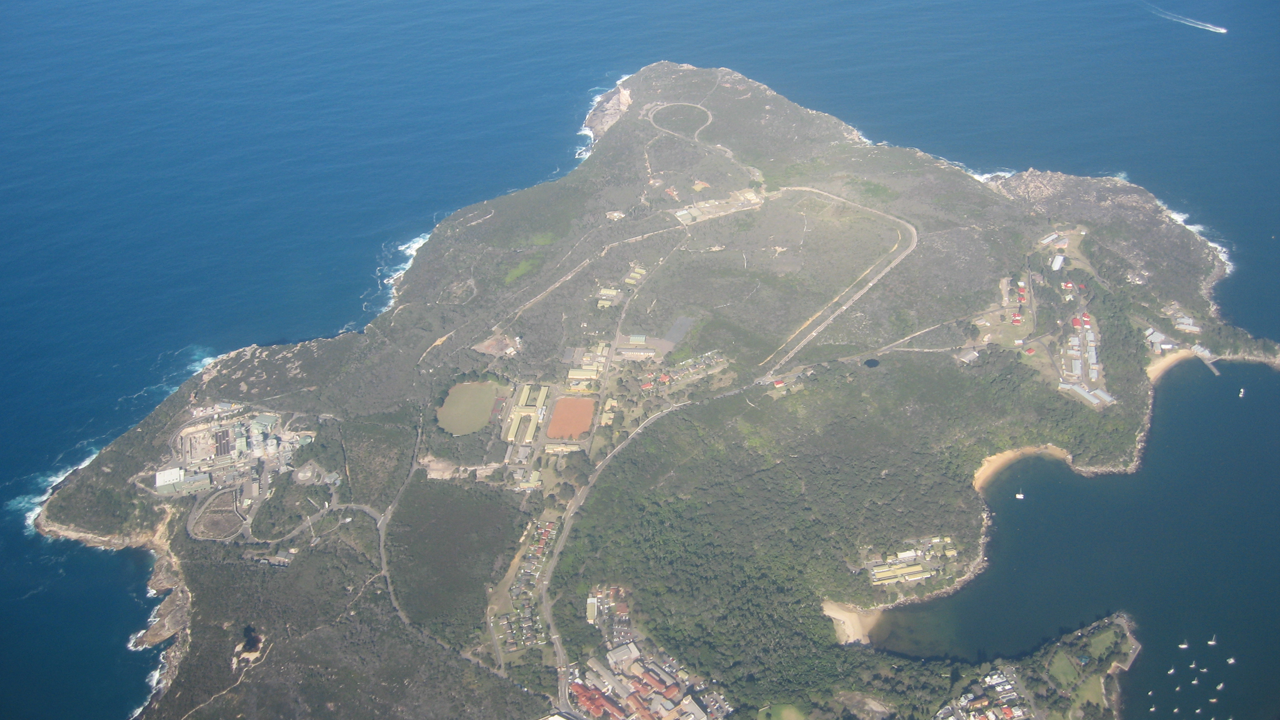
Luftbild von North Head

North Head (deutsch Nordkopf) ist eine der Landzungen der Sydney Heads. Gegenüber North Head liegt South Head, die beide die Einfahrt nach Port Jackson (Sydney Harbour) in Sydney, New South Wales, Australien, bilden.

## Lagebeschreibung
Das Gebiet von North Head ist 3,85 km² groß und besteht aus Sandstein. Es bildet einen Teil des Sydney-Harbour-Nationalparks. Das Hafengebiet umfasst weitere Landzungen wie Quarantine Head im Norden, South Head und Dunbar Head im Süden und Middle Head, Georges Head und Chowder Head im Westen. Auf der Nordseite der Kandzunge befindet sich das Cabbage Tree Bay Aquatic Reserve.

## Natur
Mit ihrer vielfältigen geologischen und geomorphologischen Ausstattung hat die Halbinsel North Head auch für Flora und Fauna eine besondere Bedeutung. So leben im Gebiet an Land mindestens fünf Säugetier- und sieben Reptilienarten. Außerdem findet man über 90 Vogelarten. In den zahlreichen Biotopen sind zudem die Vorkommen von 460 Pflanzenarten dokumentiert. Darunter sind auch seltene oder gefährdete, für den Naturschutz wichtige Pflanzen und Tiere.

## Geschichte

### Aborigines
Auf North Head lebten seit vielen tausenden von Jahren die Aborigines vom Stamme der Cammeraygal. Es war ein wichtiger Ort für ihre Heilungs- und Beerdigungszeremonien, die sie Koradgee nannten. Hier fanden außerdem der erste Kontakt zwischen der First Fleet und den Aborigines statt, die Gefangennahme von Bennelong, Colebee und Arabanoo und der Speerangriff auf Gouverneur Arthur Phillip statt.
Auf North Head befinden sich zahlreiche Spuren von Aborigines in Müllgruben, an Felsüberhängen, Camps und Beerdigungsstätten, die zeigen, dass dieser Ort von signifikanter Bedeutung für sie war.

### Europäer

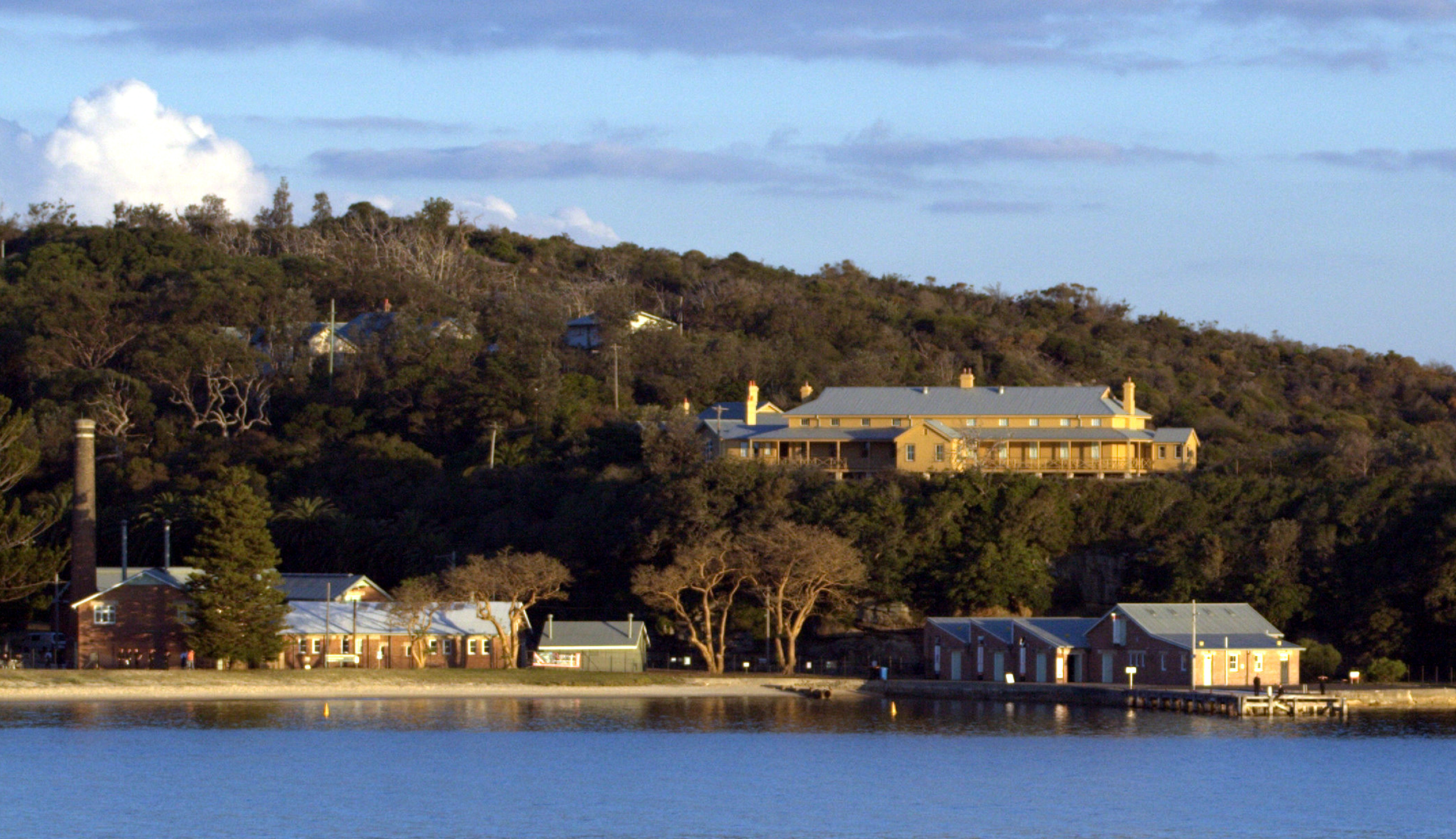
Quarantänestation, heute ein Hotel mit Restaurant und Tagungsmöglichkeiten

Auf North Head befindet sich die Quarantine Station North Head, wie es sie in ähnlicher Weise bis in die 1980er Jahre in jeder australischen Kolonie bzw. jedem Bundesland gab. Sie ist eine der wenigen Quarantänestationen, die noch heute in dieser Art in Australien existieren, und zeigt in einer Ausstellung die Verbreitung eingeschleppter Krankheiten durch Europäer und den z. T. daraus resultierenden Niedergang der indigenen Bevölkerung. 
Von 1828 an wurde an der Spring Cove auf der westlichen Seite von North Head eine Quarantänestation aus Zelten für die ersten Pockeninfizierten eines Sträflingsschiffs in Australien errichtet, um die Verbreitung von ansteckenden Krankheiten zu verhindern. 1832 wurde das gesamte Gebiet von North Head durch den Gouverneur John Burke von New South Wales zum Quarantänegebiet erklärt. Die 1837 erbauten festen Gebäude wurden bis 1984 genutzt. 
Es gab zudem gesonderte Gebiete für Asiaten, die in den 1880er Jahren in der Hochzeit der White Australia Policy eingerichtet wurden. Die Stationsgebäude zeigen auch die Entwicklung, die wissenschaftliche Erkenntnisse für medizinische Therapien nach sich zogen. Die Pockenepidemie von 1881 führte z. B. dazu, dass das Hospital errichtet und die Aufenthaltszonen strikter gezogen wurden. 
Beispielsweise wurden die Passagiere der Zweiten und Dritten Klasse in Wellblechbaracken und in abgesonderte Gebiete separiert.
Ab 1934 wurden Verteidigungsanlagen erstellt, die jedoch am Ende des Zweiten Weltkriegs wieder abgerissen wurden. 1953 bezog eine Artillerieschule die noch vorhandenen Gebäude. Sie wurde jedoch 1998 auf eine Armeebasis in Victoria verlegt. Bis 2010 erinnerte ein Artilleriemuseum an sie.
Nicht nur Sträflinge, Matrosen und Wanderer, sondern auch die zurückkehrenden Soldaten beider Weltkriege, Kriegsgefangene, Obdachlose nach dem verheerenden Zyklon Tracy von 1975 und Vietnamflüchtlinge passierten die Quarantänestation falls sie einer ansteckenden Krankheit verdächtigt wurden. Vor der Schließung wurden insgesamt 580 Schiffe mit 13.000 Passagieren 40 Tage unter Quarantäne gesetzt, einschließlich Generationen von Einwanderern, Sträflingen und Kriegsveteranen. Nach der Schließung wurden die Angestellten vom New South Wales National Parks and Wildlife Service übernommen.

## Denkmalschutz und Nutzung
North Head wird seit 2001 vom Sydney Harbour Federation Trust verwaltet. 2010 wurde das Inventar des Artilleriemuseums an das Army Museum Bandiana überstellt. Der Trust plant seit 2010 eine Ausstellung über die Verteidigung von Sydney auf dem Gelände aufzubauen.
Auf North Head befindet sich in den ehemaligen Seemannsquartieren der Quarantänestation, in denen sich die infizierten Seeleute vor der Entwicklung moderner Antibiotika aufhalten mussten, das Australian Institute of Police Management.
Die Station sowie weitere Gebäude, Straßen, Mauern und Friedhöfen wurden nach sozialen und kulturellen Gesichtspunkten erbaut. Deshalb stellen sie als Ensemble ein Denkmal von nationalem Wert dar und wurden von der australischen Bundesregierung in die Australian National Heritage List aufgenommen. 
Die Quarantänestation wurde 1984 in den Sydney Harbour National Park eingegliedert und wird heute als Hotel mit Restaurant, Zentrum für Veranstaltungen und Konferenzen genutzt und von Touristen besucht.